# Kei Marumo
Kei Marumo (em japonês:  丸茂 圭衣, Marumo Kei; Osaka, 6 de março de 1992) é uma nadadora sincronizada japonesa, medalhista olímpica. 

## Carreira
Marumo representou seu país na Rio 2016 onde conquistou a medalha de bronze por equipes.